# Палей, Владимир Павлович
Влади́мир Па́влович Пале́й (28 декабря 1896 (9 января 1897), Санкт-Петербург — 18 июля 1918, Алапаевск) — сын Великого Князя Павла Александровича от его морганатического брака с Ольгой Валерьяновной Пистолькорс (урождённой Карнович), внук Александра II, граф Гогенфельзен (1904), князь (1915); поручик Лейб-Гвардии Гусарского полка, поэт. 18 июля 1918 года зверски убит большевиками в Алапаевске (). Канонизирован Русской православной церковью за границей в сонме Новомучеников российских 1 ноября 1981 года. В 2009 году посмертно реабилитирован.

## Детство

Владимир Павлович на руках у своей няни в 1898 году

28 декабря 1896 (9 января 1897) года в Санкт-Петербурге Ольга Пистолькорс родила голубоглазого мальчика, наречённого Владимиром. В семье его обычно звали Володей, что в устах младенца звучало как Бодя. Хотя Владимир Павлович и родился в России, но детство его прошло во Франции. После заключения в 1902 году второго морганатического брака с Ольгой Пистолькорс его отец, великий князь Павел Александрович, был вынужден покинуть Родину.
Единокровная сестра Владимира Мария Павловна в автобиографии «Воспитание княжны» писала:
Будучи первым ребёнком от второго брака моего отца, он подтверждал теорию, что одарённые дети рождаются от большой любви.
Володя выучился читать и писать по-французски, по-английски и по-немецки, а позже и по-русски, играл на фортепиано и других инструментах, рисовал.
Семья жила в Париже, который Володя очень любил, однако часто путешествовала, в основном по Франции и немецким курортам. Эти поездки позже нашли отражение в произведениях Владимира наряду с образами тех мест, куда он мечтал попасть. А мечтал Владимир об Италии, Греции, Египте.
В 1904 г. баварский принц-регент Луитпольд даровал Ольге Пистолькорс, её сыну Владимиру и новорождённой дочери Ирине (1903—1990) титул графов фон Гогенфельзен.

## Образование
После длительных переговоров с Императорским Двором Великий Князь Павел Александрович наконец получил прощение от Николая II за свой морганатический брак и разрешение всей семье вернуться в Россию. Павел Александрович хотел, чтобы его младший сын продолжил династическую традицию и стал военным, а потому в 1908 году маленький граф Гогенфельзен приехал в Санкт-Петербург и поступил в Пажеский корпус — военно-учебное заведение для молодых аристократов.
Младшая сестра Владимира Ирина Павловна вспоминала об этом периоде жизни брата:
Пятнадцати лет он поступил в Пажеский Е.В. Корпус и жил у воспитателя полковника Фену, с которым его связала глубокая дружба. Он возвращался домой на Рождественские, Пасхальные и летние каникулы. Каждый его приезд вносил невыразимую радость. Он любил шутить и даже поддразнивать, но, вместе с тем, был внимателен, ласков и нежен.

## Начало творческого пути

Владимир Павлович

Во время пребывания в Пажеском корпусе Володя по-прежнему жадно читал и брал частные уроки живописи и музыки. Примерно в 1910 году юный граф Гогенфельзен открыл в себе призвание к литературе, которое никогда его не покидало, и начал писать стихи.
Первые работы Владимир написал на французском языке, который в то время был ему привычнее, — некоторые стихотворения 1913 года («Агония», «Капли», «Равнодушие», «Песня Терезы», «Бродяга», «Старость») опубликованы Ж. Ферраном в биографии великого князя Павла, большинство стихотворений на французском языке не изданы и хранятся в архивах его родственников во Франции и России, равно как и стихи, написанные по-английски.
Мать Владимира писала о сыне:
С 13-летнего возраста Владимир писал очаровательные стихи… Каждый раз, когда он возвращался домой, его талант к поэзии проявлялся всё сильней и сильней… Он пользовался каждой свободной минутой, чтобы отдавать свой ум своей возлюбленной поэзии. Обладая темпераментом мечтателя, он обозревал всё вокруг себя, и ничто не ускользало от его чуткого, настороженного внимания. Он страстно любил природу. Он приходил в восторг от всего, что сотворил Господь Бог. Лунный луч вдохновлял его, аромат цветка подсказывал ему новые стихи. У него была невероятная память. Всё то, что он знал, всё то, что он сумел прочесть за свою короткую жизнь, было поистине изумительным.

## Церковная жизнь
Владимир был верующим и воцерковленным человеком. Состоял в находящемся под покровительством великого князя Владимира Александровича берлинском православном Свято-Князь-Владимирском братстве, часто посещал богослужения в братском храме в Бад-Киссингене (Германия).

## Первая мировая война
С началом Первой мировой войны граф Владимир, как многие русские юноши, преисполнился патриотического энтузиазма, который он часто выражал в своих стихах. Однако надежды на быструю победу вскоре исчезли, а Россия, как и другие воюющие страны, оказалась втянутой в позиционную войну.

### Военная служба

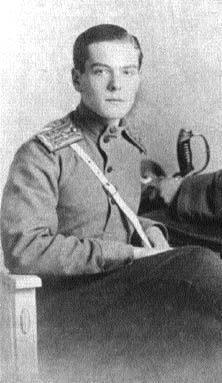
Фотография Владимира Павловича, сделанная в 1915 году

Для Пажеского Его Императорского Величества корпуса война обозначала ускоренное продвижение. 1 (14) декабря 1914 года князь Владимир произведён из пажей в прапорщики лейб-гвардии, в Гусарский Его Величества полк, а в феврале 1915 он уже отправился на фронт. В день своего отъезда он присутствовал на ранней литургии со своей матерью и сёстрами. Кроме них и двух сестёр милосердия в церкви никого не было. Каково же было удивление Владимира и его семьи, когда они обнаружили, что это Императрица Александра Фёдоровна и её ближайшая фрейлина, Анна Вырубова.
30 июля (12 августа) 1915 года ему был присвоен, за выслугу лет, чин корнета, и он был очень любим своими соратниками.
В это время родители Владимира начали ходатайствовать о пожаловании Ольге Валериановне княжеского титула, тем более что фамилия, которую носили она и её дети, была хорошим для этого предлогом: Россия находилась в состоянии войны с Германией, а жена и дети великого князя были баварскими графинями и графом!
После нескольких писем и аудиенций 5 (18) августа 1915 года царским указом графине Гогенфельзен и её детям были пожалованы княжеское Российской империи достоинство и фамилия Палей. Так называлось одно из крупных имений великого князя Павла, но одновременно это была фамилия одного из выдающихся предков Ольги Валериановны, чья бабушка по материнской линии звалась Ульяна Егоровна Палей-Гурковская.
Княжеский титул не внёс особых изменений в жизнь Владимира Павловича. 1 (14) сентября 1915 года новоиспечённый князь присоединился к своему полку и в последующие месяцы принимал участие в нескольких операциях на реке Буг. Игумен Серафим, также находившийся в это время на фронте, много лет спустя характеризовал его так:
...статная фигура, прекрасные задумчивые глаза, детское простодушие и редкая учтивость моментально вызывали к нему любовь и уважение окружающих.
5 (18) сентября 1916 года лейб-гвардии Гусарского Его Величества полка князь Палей назначен в распоряжение Его Императорского Высочества Великого Князя Павла Александровича, с зачислением по гвардейской кавалерии.
6 (19) февраля 1917 «за отличие в делах против неприятеля» был награжден орденом Св. Анны 4-й степени с надписью «за храбрость».

### Творческая жизнь
В окопах Владимир продолжал писать, и наравне со многими стихами о любви и былых воспоминаниях, его поэзия стала отображать страдание и разруху, приносимые войной, самоотверженную работу сестёр милосердия и смерть дорогих собратьев по Пажескому Корпусу. Он также перевёл на французский язык известный поэтический труд Великого Князя Константина Константиновича, «Царь Иудейский». К. Р. пожелал услышать перевод своего произведения, и в апреле 1915 года, когда молодой солдат прибыл домой на побывку, К. Р. пригласил его к себе в Павловск. Великий Князь был уже сильно болен, и красота перевода тронула его до глубины души. Со слезами на глазах он сказал:
Я пережил одно из самых сильных чувств моей жизни, и обязан этим Володе. Больше я ничего не могу сказать. Я умираю. Я передаю ему свою лиру. Я завещаю ему в наследство, как сыну, мой дар поэта.
К. Р. хотел, чтобы перевод Владимира был напечатан во Франции, но военное время не подходило для таких проектов. Текст перевода не был напечатан и в России и был утерян во время революции.
Владимир пытался сочетать воинский долг и страсть к литературе. Он по-прежнему много читал, становясь всё более преданным поклонником Пушкина, о чьём трагическом конце написал драму в стихах «Смерть Пушкина». Но всё-таки он предпочитал малые поэтические формы, заполняя страницу за страницей стихами на самые разные темы. Многие из них Владимир посылал домой вместе с письмами, иногда целиком стихотворными. В ноябре-декабре 1915 года он также сочинил пьесу в трёх действиях «Белая роза». В основном он писал по-русски, но иногда отправлял сёстрам стихи по-французски. В феврале 1916 года он написал стихотворение «Пепельница», проникнутое пессимистическими нотами.
Наряду с «Пепельницей» появилось несколько любовных стихотворений, в одном из которых, начинающемся словами «У меня на душе было тихо вчера…», есть такие строки: «Но сегодня я снова увидел Её… Я опять одиноко бледнею…» Кем бы она ни была, на протяжении нескольких месяцев она оставалась его Музой.
Летом 1916 года Владимир подготовил к печати первую книгу стихов, вышедшую в свет под скромным названием «Сборник». В июне, находясь в Ставке, он получил корректуру книги, а в августе она была опубликована в Петрограде. Это было изящное издание с гравюрами; доходы от его продажи пошли на благотворительные проекты императрицы Александры Фёдоровны. «Сборник» включал 86 стихотворений, написанных в 1913—1916 годах и посвящённых самым разным темам — любви, природе, мифологии, музыке, искусству, театру, семье, друзьям, патриотизму, войне.

## Революция
Из-за нездоровья Владимир в первые дни 1917 года не поехал к отцу в Ставку, а остался в Царском Селе. К военной карьере он уже не вернулся. В последних числах февраля в Петрограде произошла революция. Часть полков присоединилась к восставшим, и вскоре столица погрузилась в хаос.
14 мая 1917 года числящийся по гвардейской кавалерии, состоявший в распоряжении великого князя Павла Александровича, поручик князь Палей был уволен от службы, по прошению.
Весной и летом 1917 года Владимир много писал, как всегда, на разные темы: воспоминания, природа, мечты, мифология, религия. Произведения этого периода показывают, что он снова влюблён: «Прости меня! Я был тебе неверен…», «Rondel amoureux».
Скорбью по безвозвратно ушедшей в прошлое монархии пронизаны стихотворения «Старушка с медальоном», «Восемнадцатый век», посвящённые печальным страницам французской истории, эпохе Версаля и Второй империи. Сходство между французской и русской революциями усиливалось по мере того, как в России нарастал хаос.
По мнению Марии Павловны, Владимир работал слишком быстро, и однажды она сказала ему, что, изливая такие потоки стихов, он лишает себя возможности шлифовать их. Володя ответил:
Все мои нынешние стихи являются мне в законченном виде; исправления только повредят им, нарушат их чистоту. Я должен писать. Когда мне исполнится двадцать один, я больше не буду писать. Всё, что есть во мне, я должен выразить сейчас; потом будет слишком поздно...

## Арест и ссылка
28 декабря 1917 (9 января 1918 года) ему исполнился 21 год. Княгиня Палей так описала в своих мемуарах этот последний в его жизни день рождения:
Мы снова зажгли ёлку и повесили на неё подарки. Девочки и он (Владимир) приготовили для нас «L’Assiette de Delft». Ирина и Наталья, подготовленные сыном, превосходно её исполнили. Наш друг граф Арман де Сен-Савер… ужинал с нами в этот вечер и тоже восторгался услаждавшими слух мелодичными рифмами...
3 (16) марта 1918 года председатель Петроградской ЧК М. С. Урицкий издал предписание всем членам семьи Романовых явиться в ЧК. Поскольку великий князь Павел Александрович был болен, решили, что Ольга Валериановна представит в Петроградскую ЧК врачебное свидетельство, Владимир же, не носивший фамилию Романовых, останется дома, и тогда, надеялась семья, на него, возможно, не обратят внимания. Однако сотрудники ЧК потребовали от княгини Палей, чтобы её сын явился к ним на следующий день; 4 (17) марта Владимир явился в здание Петроградской ЧК, где Урицкий сделал ему оскорбительное предложение: «Вы подпишете документ, в котором будет указано, что вы более не считаете Павла Александровича своим отцом, и немедленно получите свободу; в противном случае вам придётся подписать другую бумагу, и это будет означать, что вы отправитесь в ссылку». Предложение было отвергнуто и 22 марта (4 апреля) Владимир был сослан в Вятку вместе с другими Романовыми, находившимися в то время в Петрограде.

### Вятка
Сразу же по приезде в Вятку Владимир начал регулярно посылать письма своим близким. Жители Вятки, почти не затронутой революцией, относились к ссыльным благожелательно, приносили им гостинцы, помогали устроиться на новом месте. Особую заботу проявляли монахини местной обители. Обеспокоенные растущими симпатиями населения к членам царской семьи, большевики вскоре решили перевести их в другой город. 17 (30) апреля 1918 года в Царское Село пришла телеграмма от Владимира, в которой он извещал родных, что по распоряжению Москвы его вместе с остальными ссыльными отправляют в Екатеринбург.

### Екатеринбург
В Екатеринбург Владимир и его родственники прибыли 20 апреля (3 мая) 1918 года, в Страстную пятницу.
Гостиница оказалась довольно грязной, к тому же ссыльным пришлось ютиться в одной-единственной комнате. Неожиданно в гостинице, где жили молодые князья, появилась новая постоялица: великая княгиня Елизавета Фёдоровна, которая после гибели мужа, великого князя Сергея, избрала монашескую жизнь, но, отказавшись покинуть Россию, была арестована. Вероятно, Елизавету Фёдоровну не слишком обрадовало то обстоятельство, что в ссылке ей придется жить бок о бок с Владимиром. Она так и не приняла княгиню Палей, и её враждебность распространилась и на детей Ольги Валериановны. Тем не менее, как писала Мария Павловна:
… судьба распорядилась так, что тетя Элла и Володя провели свои последние месяцы жизни на этой земле вместе, что их очень сблизило и научило ценить друг друга. Своей долгой и невыносимо мучительной смертью они скрепили свою дружбу, которая стала утешением для них обоих во время выпавших на их долю тяжких страданий...

### Алапаевск
5 (18) мая, в день своих именин, княжна Ирина Палей получила в Царском Селе телеграмму с поздравлениями от Володи, в которой он, кроме того, сообщал, что их всех отправляют в Алапаевск, маленький городок с немощёными улицами. Великая княгиня Елизавета Фёдоровна уже бывала там, летом 1914 года, когда совершала паломничество.
Ссыльные прибыли в Алапаевск 7 (20) мая 1918. На вокзале их ожидали крестьянские подводы, чтобы отвезти в новую тюрьму — так называемую Напольную школу, небольшое кирпичное строение на окраине города, сохранившееся до наших дней.
8 (21) июня большевики отобрали у узников почти все их личные вещи: одежду, обувь, простыни, подушки, деньги и драгоценности, оставив им лишь ту одежду, что была на них, и одну смену постельного белья. По-видимому, им также запретили писать письма и даже получать корреспонденцию, что особенно тяжело переживали князья Константиновичи, извещённые о серьёзной болезни матери, великой княгини Елизаветы Маврикиевны. Единственное, что им разрешили, — это отправить в последний раз краткие телеграммы родственникам с сообщением о происшедших изменениях. Телеграмма, посланная в полдень Владимиром по адресу: «Палей. Пашковский. Царское Село», гласила: «Переведён на тюремный режим и солдатский паёк. Володя».
Покидая Напольную школу, верный слуга Кронковский увозил с собой последнее письмо Владимира родителям. В нём он рассказывал о страданиях и унижениях, выпавших на долю узников в Алапаевске, но одновременно подчеркивал, что его вера даёт ему мужество и надежду. Далее он писал: «Всё, что раньше меня интересовало: эти блестящие балеты, эта декадентская живопись, эта новая музыка, — всё кажется мне теперь пошлым и безвкусным. Ищу правды, подлинной правды, света и добра».

## Казнь
Существует версия, что незадолго до казни большевики предлагали Владимиру отказаться от отца и стать свободным, подписав всего лишь одну бумагу.
Владимир Павлович не принял предложение.
И в ночь на 5 (18) июля 1918 года князь Владимир Павлович Палей был убит большевиками (сброшен в шахту Новая Селимская в 18 км от Алапаевска). Вместе с ним погибли:
- великая княгиня Елизавета Фёдоровна;
- великий князь Сергей Михайлович;
- князь Иоанн Константинович;
- князь Константин Константинович (младший);
- князь Игорь Константинович;
- Фёдор Семёнович Ремез, управляющий делами великого князя Сергея Михайловича;
- сестра Марфо-Мариинской обители Варвара (Яковлева).

## Реабилитация
2 ноября 1981 года Русская православная церковь заграницей канонизировала царя Николая II и его семью вместе со всеми мучениками революции или советского режима, включая жертвы трагедии в Алапаевске. В связи с этим изображение Владимира Палея появилось на иконе Новых Российских Мучеников, находящейся в монастыре Пресвятой Троицы в Джорданвилле, Нью-Йорк. Он изображён в военной форме и со свитком в руке рядом с тремя князьями Константиновичами.
8 июня 2009 года Генеральная прокуратура России посмертно реабилитировала князя Владимира Палея.

## Мнение современников
Мария Павловна, единокровная сестра Владимира Палея:
Володя Палей был удивительным человеком, живым инструментом редкой чувствительности, способным производить удивительные мелодии и создавать мир ярких образов. По возрасту и жизненному опыту он был ещё ребёнком, но его разум достиг высот, до которых добираются немногие. Он был гением.